# 1998年世界青年運動會
1998年世界青年運動會（1998 World Youth Games）是第一個為青少年而設的國際性綜合性運動會，於1998年7月11日至19日在俄羅斯莫斯科舉行，來自世界140個國家的7,500多名年輕運動員參加。比賽項目包括籃球、足球、排球、手球、網球、乒乓球、田徑、游泳、花樣游泳、體操和現代藝術體操、劍擊、柔道和古典式摔跤。
第一屆世界青年運動會目標是讓年輕運動員參與奧林匹克運動運動，促進人民之間的奧林匹克精神友誼和相互理解，為他們的國際比賽做好心理和才能上的準備，並選拔年輕人才參加未來的奧運會。從2010年青年奧林匹克運動會每四年舉辦一次，輪流舉辦夏季和冬季賽事，與奧運會相輔相成。

## 開幕式
開幕式在卢日尼基体育场舉行，出席人員包括32位國際奧委會成員、43位國家奧委會主席、時任俄羅斯總統鮑里斯·葉利欽、莫斯科市長尤里·盧日科夫。8萬名觀眾之下見證奧林匹克聖火的主場館，及後和平號太空站兩名俄羅斯宇航員向所有觀眾問候。莫斯科市長和IOC主席向觀眾發表講話，接著鮑里斯·葉利欽宣布世界青年運動會開幕。

## 參賽國家和地區
- 阿根廷
- 亞美尼亞
- 阿尔巴尼亚
- 阿尔及利亚
- 安哥拉
- 奥地利
- 白俄羅斯
- 比利时
- 玻利维亚
- 巴西
- 保加利亚
- 柬埔寨
- 加拿大
- 中非
- 哥伦比亚
- 智利
- 中國
- 中華臺北
- 古巴
- 賽普勒斯
- 捷克
- 埃及
- 爱沙尼亚
- 衣索比亞
- 芬兰
- 法國
- 加彭
- 德国
- 直布罗陀
- 希腊
- 英國
- 關島
- 中國香港
- 匈牙利
- 印度
- 伊朗
- 伊拉克
- 愛爾蘭
- 義大利
- 以色列
- 牙买加
- 日本
- 约旦
- 拉脫維亞
- 黎巴嫩
- 賴索托
- 利比亞
- 立陶宛
- 盧森堡
- 北馬其頓
- 马来西亚
- 马拉维
- 馬爾地夫
- 模里西斯
- 墨西哥
- 摩尔多瓦
- 摩納哥
- 蒙古国
- 莫桑比克
- 纳米比亚
- 奈及利亞
- 荷蘭
- 尼泊尔
- 新西兰
- 挪威
- 阿曼
- 巴勒斯坦
- 秘魯
- 菲律賓
- 波蘭
- 葡萄牙
- 波多黎各
- 羅馬尼亞
- 俄羅斯
- 卢旺达
- 聖多美和普林西比
- 沙烏地阿拉伯
- 塞舌尔
- 新加坡
- 斯洛伐克
- 斯洛維尼亞
- 南非
- 西班牙
- 斯里蘭卡
- 苏里南
- 瑞典
- 瑞士
- 叙利亚
- 坦桑尼亚
- 多哥
- 千里達及托巴哥
- 土耳其
- 乌干达
- 乌克兰
- 阿联酋
- 美国
- 乌拉圭
- 委內瑞拉
- 越南
- 葉門
- 南斯拉夫联盟共和国
- 尚比亞
- 辛巴威